# درونغو مروحي الذيل
درونغو مروحي الذيل (الاسم العلمي: Chaetorhynchus papuensis)المعروف أيضًا باسم درونغو القزم، هو نوع من الطيور الجاثمة المتوطنة في جزيرة غينيا الجديدة. هو النوع الوحيد في جنس Chaetorhynchus. تم وضع هذا النوع مدة طويلة داخل فصيلة الدرونغويات.